# Andover Hall
Andover Hall, född 6 februari 1999 på Walnut Hall Farm i Lexington i Kentucky i USA, är en varmblodig travhäst och avelshingst. Han tränades av Robert Stewart. Han är helbror med Conway Hall.
Andover Hall sprang under sin karriär in 8,9 miljoner kronor på 22 starter. Bland hans främsta meriter räknas segrarna i Campbellville Stakes (2001), World Trotting Derby (2002) och en andraplats i Kentucky Futurity (2002).

## Karriär
Andover Hall började tävla som tvååring i USA. Den 19 juli 2001 på Hoosier Park i Anderson, Indiana gjorde han sin första start och tog sin första seger. Under debutsäsongen 2001 var han obesegrad fram till säsongens sista start den 19 oktober i finalen av amerikanska Breeders' Crown för 2-åriga hingstar och valacker då han galopperade i loppet och blev diskvalificerad. Totalt sprang Andover Hall in över 450 000 amerikanska dollar under sin debutsäsong och segrade i åtta av nio starter. Andover Hall blev utsedd till "Årets 2-åring" inom amerikansk travsport för sina insatser under säsongen 2001.
Som treåring var Andover Hall favorit till att vinna Hambletonian Stakes den 3 augusti 2002 på Meadowlands Racetrack tillsammans med den kanadensiske kusken John Campbell. I Hambletonianfinalen galopperade dock Andover Hall bort sina möjligheter och slutade oplacerad. Drygt tre veckor efter Hambletonian, den 31 augusti, vann han finalen av World Trotting Derby. Den 28 september, i säsongens och karriärens näst sista start, kom han tvåa bakom vinnaren Like a Prayer i finalen av Kentucky Futurity. Andover Hall slutade att tävla efter säsongen 2002.

## Avelskarriär
Andover Hall slutade att tävla efter säsongen 2002 och har sedan dess varit avelshingst vid Hanover Shoe Farms. Han fick sin första kull 2004, i vilken han bland andra fick Donato Hanover (vinnare av Hambletonian Stakes 2007). I sin kull 2011 fick han sin hittills (2017) vinstrikaste avkomma Nuncio.

### Vinstrikaste avkommor

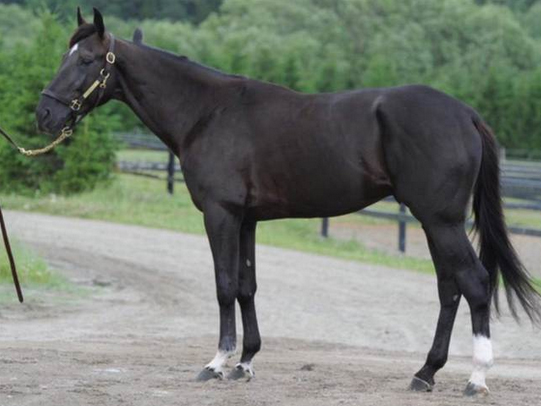
Nuncio, Andover Halls vinstrikaste avkomma.

Andover Halls vinstrikaste avkommor, topp 10. Senast uppdaterad 2017-08-06.
| Född | Namn               | Kön    | Starter | Vinstsumma    |
| ---- | ------------------ | ------ | ------- | ------------- |
| 2011 | Nuncio             | hingst | 63      | 28 660 230 kr |
| 2004 | Donato Hanover     | hingst | 22      | 21 401 654 kr |
| 2010 | Creatine           | hingst | 52      | 2 102 022 $   |
| 2008 | Brad de Veluwe     | hingst | 38      | 10 739 393 kr |
| 2004 | Adrian Chip        | hingst | 45      | 10 203 131 kr |
| 2009 | Magic Tonight      | hingst | 78      | 9 909 407 kr  |
| 2008 | Beatgoeson Hanover | sto    | 67      | 8 802 485 kr  |
| 2004 | Igor Font          | hingst | 33      | 8 685 499 kr  |
| 2005 | Libeccio Grif      | hingst | 87      | 6 780 438 kr  |
| 2005 | Clerk Magistrate   | hingst | 26      | 6 437 194 kr  |